# Saint-Laurent-de-Mure
Saint-Laurent-de-Mure is een gemeente in het Franse departement Rhône (regio Auvergne-Rhône-Alpes) en telde op 1 januari 2022 5.651 inwoners.

## Geschiedenis
De gemeente maakte deel uit van het kanton Meyzieu van het arrondissement Lyon. Toen op 1 januari de Métropole de Lyon gevormd werd uit het departement Rhône werd Saint-Laurent-de-Mure opgenomen in een nieuwgevormd kanton Genas, dat onderdeel werd van het arrondissement Villefranche-sur-Saône.

## Geografie
De oppervlakte van Saint-Laurent-de-Mure bedroeg op 1 januari 2022 18,63 vierkante kilometer; de bevolkingsdichtheid was toen 303,3 inwoners per km².

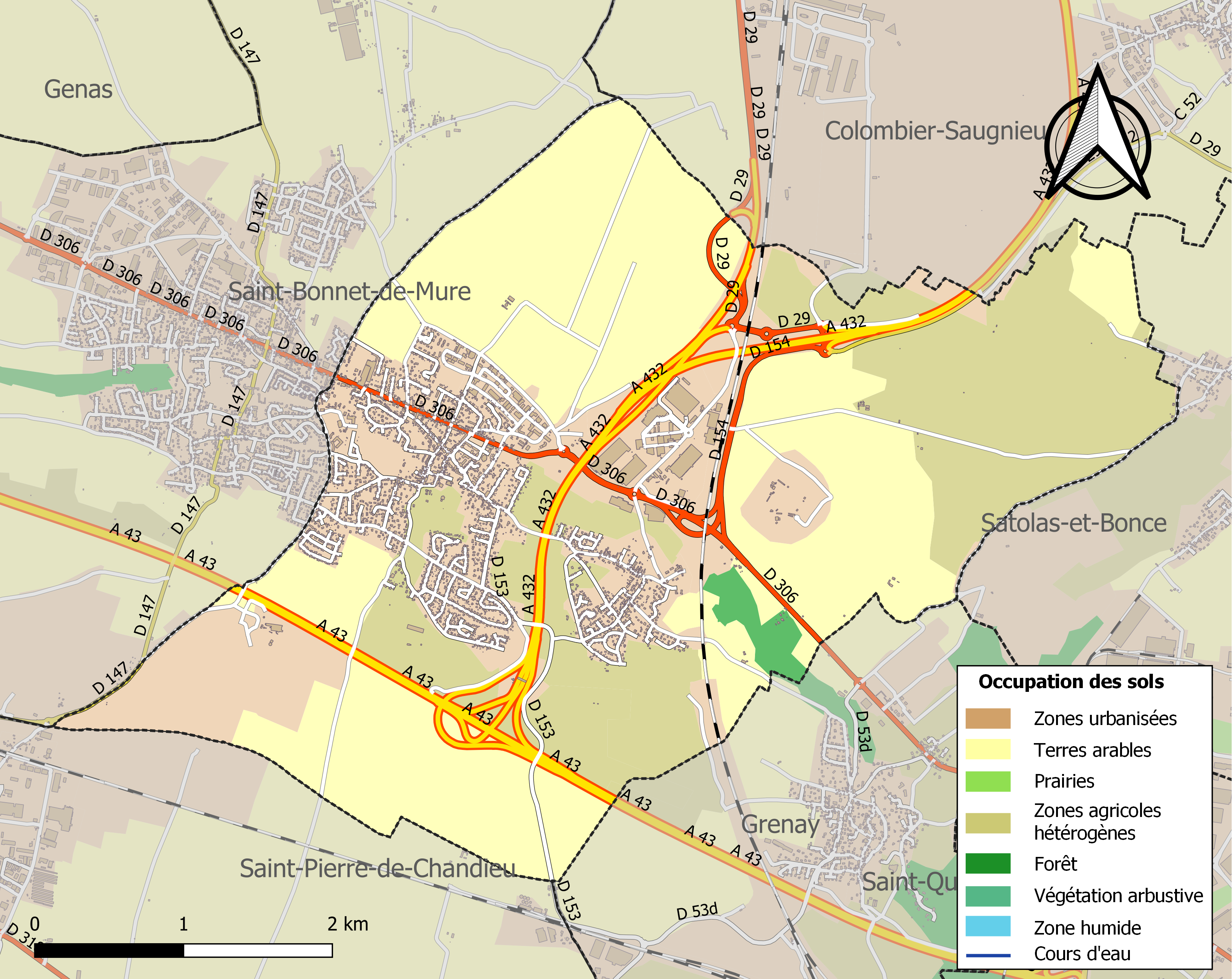
Kaart van de gemeente met de belangrijkste infrastructuur, bodemgebruik en omliggende gemeenten

## Demografie
Onderstaande figuur toont het verloop van het inwonertal (bron: INSEE-tellingen).

Colombier-Saugnieu · Genas · Jons · Pusignan · Saint-Bonnet-de-Mure · Saint-Laurent-de-Mure · Saint-Pierre-de-Chandieu · Toussieu